# SNAP25
SNAP25 (англ. Synaptosome associated protein 25) – білок, який кодується однойменним геном, розташованим у людей на короткому плечі 20-ї хромосоми. Довжина поліпептидного ланцюга білка становить 206 амінокислот, а молекулярна маса — 23 315.
| 10         |  | 20         |  | 30         |  | 40         |  | 50         |
| ---------- |  | ---------- |  | ---------- |  | ---------- |  | ---------- |
| MAEDADMRNE |  | LEEMQRRADQ |  | LADESLESTR |  | RMLQLVEESK |  | DAGIRTLVML |
| DEQGEQLERI |  | EEGMDQINKD |  | MKEAEKNLTD |  | LGKFCGLCVC |  | PCNKLKSSDA |
| YKKAWGNNQD |  | GVVASQPARV |  | VDEREQMAIS |  | GGFIRRVTND |  | ARENEMDENL |
| EQVSGIIGNL |  | RHMALDMGNE |  | IDTQNRQIDR |  | IMEKADSNKT |  | RIDEANQRAT |
| KMLGSG     |  |            |  |            |  |            |  |            |

A: Аланін

C: Цистеїн

D: Аспарагінова кислота

E: Глутамінова кислота

F: Фенілаланін

G: Гліцин

H: Гістидин

I: Ізолейцин

K: Лізин

L: Лейцин

M: Метіонін

N: Аспарагін

P: Пролін

Q: Глутамін

R: Аргінін

S: Серин

T: Треонін

V: Валін

W: Триптофан

Кодований геном білок за функцією належить до фосфопротеїнів. 
Задіяний у такому біологічному процесі, як альтернативний сплайсинг. 
Локалізований у клітинній мембрані, цитоплазмі, мембрані, клітинних контактах, синапсах, синаптосомах.